# Paradisco
Paradisco és un curtmetratge musical francès de 2002 dirigit per Stéphane Ly-Cuong, qui en va escriure el guió amb Fabien Paul.

## Trama
Nicolas, un jove de vint anys, desperta a casa de François, un home ja entrat en els quaranta al qual va conèixer la nit anterior. Nicolas veu una caixa plena de discos de vinil que fan recordar a François la festa de Nit de cap d'any de 1979 i els temps de la música disco, quan ell tenia l'edat de Nicolas.

## Repartiment
- Jérôme Pradon: François
- Nicolas Larzul: Nicolas
- Anthony Rapp: l'amic nord-americà
- Barbara Scaff: Martine
- Alexandre Bonstein: Bertrand
- Ann'so: Yvonne
- Sinan Bertrand: Dominique
- Sandro Balon: Babacar
- Gregori Baquet: Jacques
- Laurent Bàn: Eric
- Cyril Romoli: Etienne
- Fabienne Elkoubi: Marie-No
- Dennis Astorga: Miguelito
- Alyssa Landry com a Brigitte
- Laetitia Colombani: la dona dels bombons
- Jessy Roussel: Pupuce
- Olivier Ruidavet: un convidat

## Premis
El 2002 va rebre el premi al millor curtmetratge del Festival Internacional de Cinema Gai i Lèsbic de Barcelona.